# Populus yatungensis
Populus yatungensis là một loài thực vật có hoa trong họ Liễu. Loài này được (Z. Wang & P.Y. Fu) C. Wang & S.L. Tung miêu tả khoa học đầu tiên năm 1983.